# Globális éghajlati fordulópont
Globális éghajlati fordulópont alatt (tipping point, turning point, deadline) azt az időpontot értjük, mely után már nem lehet megállítani a globális felmelegedést. A klimatológusok más-más időpontot határoztak meg. A fordulópont után már nem lehet megállítani a gleccserek olvadását, így a jégsapkák előbb-utóbb elolvadnak. Tengerszint-emelkedést az emberiség az időpont után már nem tudja kontrollálni. Tehát olyan fizikai változások történnek a világban, hogy később a szén-dioxidot és a többi üvegházhatású gázt a levegőből történő kivonása esetén sem tudjuk az ökológiai katasztrófákat elkerülni. Gleccserek táplálnak Ázsia területén sok folyót. A globális éghajlati fordulópont után ivóvízhiány lép fel ezeken a területeken. A globális felmelegedés biológiai hatásaképpen pedig állatfajok tömegesen pusztulnak ki ezen időpont után. Jelentős konfliktusok, összecsapások várhatóak az ivóvíz csökkenése esetén.
2015-re jelentős ivóvíz tartalékok fogynak el a világ különböző pontjain. Sok tudós ezt az időpontot jelöli meg a fordulópontnak, többek között James Hansen, a NASA egyik űrkutatóintézetének vezetője.
Más kutatók 2020-ra teszik a klímakatasztrófát.